# جاكي هيوز
جاكي هيوز (بالإنجليزية: Jackie Hughes)‏ (13 ديسمبر 1923 في المملكة المتحدة - ) هو ملاكم بريطاني وبريطاني، صنّف ضمن فئة وزن الريشة ‏.

## إحصائيات
خاض خلال مسيرته 47 نزالا، فاز في 24 وتعادل في 3 وخسر في 20. فاز بالضربة القاضية في 7 نزالات.

## روابط خارجية
- جاكي هيوز على موقع بوكس ريك (الإنجليزية) (registration required)